# Нивернейский гриффон
Нивернейский гриффон (фр. Griffon Nivernais) — порода гончих собак из провинции Ниверне во Франции для охоты на кабана. Современные гриффоны были восстановлены в начале XX века.

## История
Нивернейский гриффон происходит от сегуанских собак (фр. Chiens Ségusiens), которых держали галлы и серых собак (фр. Chien Gris), привезенных Святым Людовиком после крестового похода в XI веке. Серая собака использовалась высокопоставленными людьми для охоты на кабанов и волков, порода была очень популярна среди охотников.
С приходом Франциска I (1949-1547), серых собак в королевской стае заменили на более быстрых белых собак (фр. Chiens Blancs). После того как король отказался от породы, её численность стала стремительно уменьшаться, лишь несколько дворян из Ниверне держало серых собак. После Великой Французской революции порода практически исчезла.

### Восстановление породы
В конце XIX века — начале XX века была принята попытка восстановить восстановить породу от малочисленных оставшихся собак в родном регионе Ниверне. Оставшихся собак скрестили с вандейскими грифонами, фоксхаундами и оттерхаундами. С тех пор порода неизменна.
В 1925 году был основан клуб нивернейского гриффона. После Второй Мировой войны порода опять уменьшилась. В 1959 году гриффона признала Международная Кинологическая Федерация, а в 1969 году был восстановлен клуб. В 1995 году порода была принята Объединенным Кеннел-клубом..

## Внешний вид
Нивернейский гриффон — крепкая и выносливая собака с жёсткой взъерошенной шерстью и печальным видом. Голова у собаки среднего размера, сухая, череп удлинённый, сужающийся к носу. Челюсти крепкие, прикус ножницеобразный. Глаза тёмные и выразительные, уши висячие, тонкие, гибкие и длинные, нос чёрный. Тело удлиненное, с глубокой грудью и прямой спиной. Конечности сильные, не толстые, наклоненные, лапы овальные и длинные. Хвост посажен высоко, саблевидный.
Рост породы кобелей от 55 до 62 см, сук от 53 до 60 см, вес 20-25 кг.

### Шерсть
Шерсть длинная, лохматая и грубая, кажется неопрятной. На морде хорошо видны брови, есть небольшие усы. Кожа эластичная и толстая, есть чёрные пятна, хорошо пигментированная.
Окрас может быть волчье-серым, серо-голубым, серо-кабаний с подпалом на голове и ногах, а также палевый с смешением белых и чёрных волос, придающих тёмный вид. Допустимо белое пятно на груди. Может быть, но не желательна чёрная, пшеничная и оранжевая шерсть.

## Характер и содержание
Нивернейский гриффон — уравновешенная собака, спокойная и послушная, не агрессивная. Из-за упрямства и самостоятельности средне поддается дрессировке. С семьёй гриффон ласков и игрив, с посторонними сдержан.
Порода очень активная и нуждается долгих прогулках, а также в обязательной дрессировке. Из-за сильного охотничьего инстинкта содержать собаку с мелкими домашними животными нельзя.
Шерсть нивернейского гриффона не требует тяжелого ухода, хватит вычесывать раз-два в неделю отмершие волоски, моют породу всего несколько раз в году. Висячие уши нуждаются в чистке примерно раз в неделю.